# Bernès

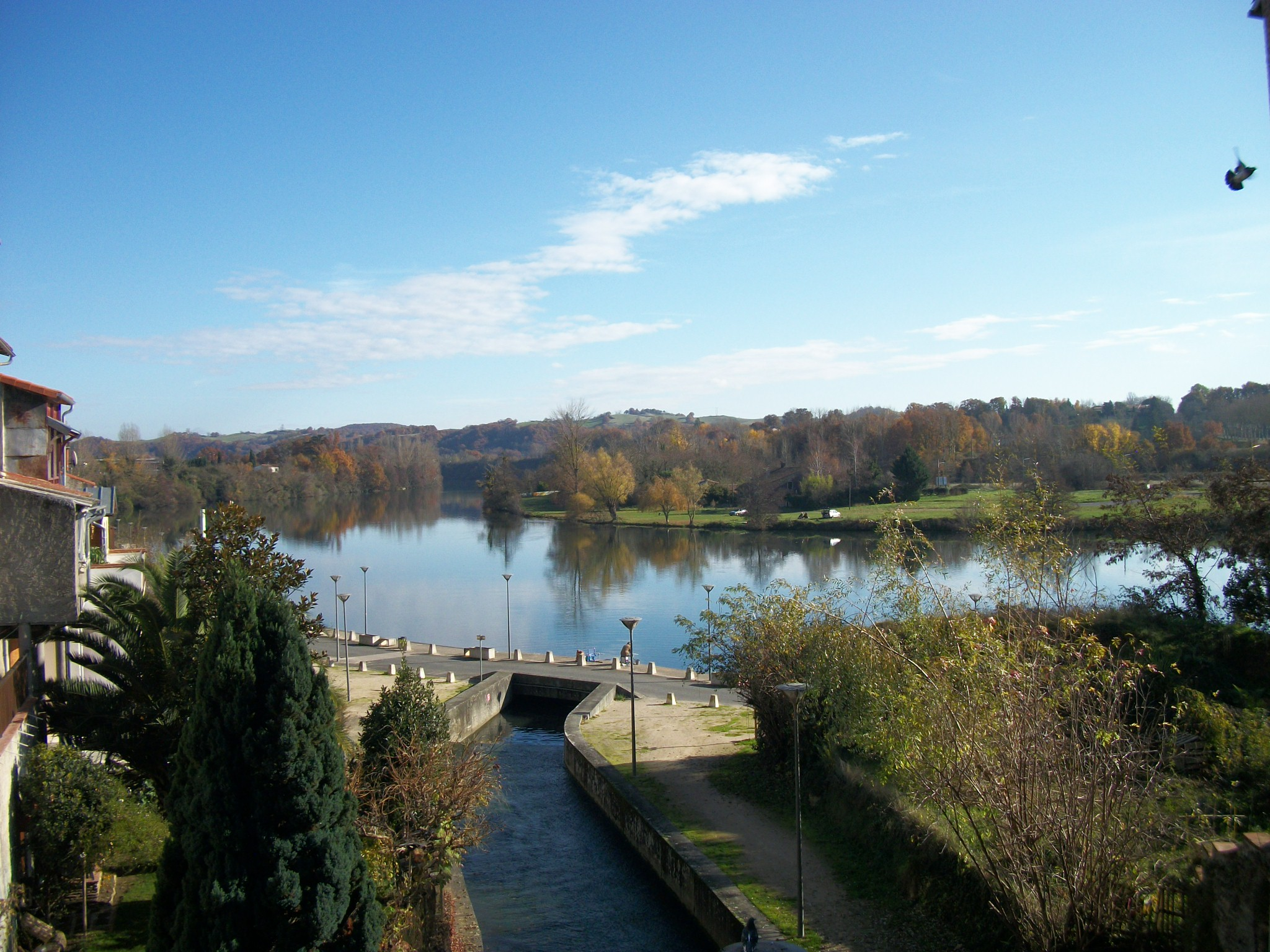
Bernès-Mündung in die Garonne

Der Bernès ist ein kleiner Fluss im Südwesten von Frankreich, der im Département Haute-Garonne der Region Okzitanien südwestlich der Stadt Toulouse verläuft.

## Geografie

### Verlauf
Der Bernès entspringt unter dem Namen Ruisseau de Saint-Bernard an der Gemeindegrenze von Aurignac und Alan, entwässert generell in östlicher Richtung durch die historische Provinz Comminges und mündet nach rund 18 Kilometern im Gemeindegebiet von Cazères als linker Nebenfluss in die Garonne. Der Bernès quert in seinem Verlauf den Bewässerungskanal Canal de Saint-Martory, die Autobahn A64 und die Bahnstrecke Toulouse–Bayonne.

### Durchquerte Gemeinden
(Reihenfolge in Fließrichtung)
- Aurignac
- Alan
- Montoulieu-Saint-Bernard
- Marignac-Laspeyres
- Martres-Tolosane
- Sana
- Mondavezan
- Palaminy
- Cazères